# One (cançó de Swedish House Mafia)
«One» va ser la primera cançó produïda pel grup suec Swedish House Mafia. Va ser llençada el 26 d'abril de 2010, en la seva versió instrumental a Suècia. 
La versió titulada «One (Your name)» fa referència a la inclusió de la veu del raper Pharrell Williams i va ser llençada per Virgin Records. Va ser un èxit a Europa, especialment als Països Baixos on va ser número 1.